# زنبورماهی باله‌کوتاه
زنبورماهی باله‌کوتاه(نام علمی: Apistops caloundra) نام یک گونه از تیره عقرب‌ماهیان است.